# الممر الاقتصادي بين الهند والشرق الأوسط وأوروبا

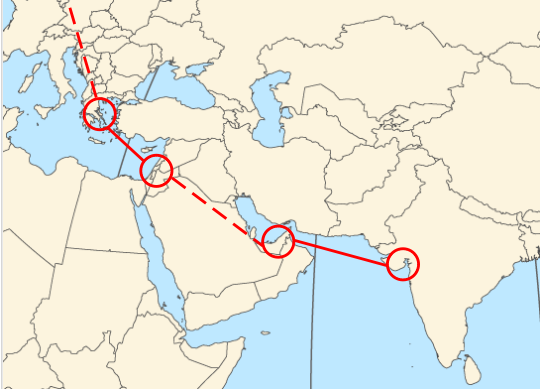
مخطط تفصيلي للمسار الاقتصادي بين الهند والشرق الأوسط وأوروبا

الممر الاقتصادي بين الهند والشرق الأوسط وأوروبا India-Middle East-Europe Economic Corridor (IMEC) هو ممر اقتصادي مخطط يهدف إلى تعزيز التنمية الاقتصادية من خلال تعزيز الاتصال والتكامل الاقتصادي بين آسيا والخليج العربي وأوروبا. 

## الخلفية والجدول الزمني
تتمحور فكرة المشروع الذي تدعمه الولايات المتحدة والاتحاد الأوروبي حول ربط الهند بأوروبا عبر الشرق الأوسط، بما يخفّض التكاليف اللوجستية للنقل، ويعزّز فرص التنمية في المنطقة التي يشملها. ويتكوّن المشروع من ممرّين: هما الممرّ الشرقي ويربط الهند بدول الخليج العربي، والممرّ الشمالي الذي يربط دول الخليج بأوروبا عبر الأردن وإسرائيل. في 10 سبتمبر 2023، تم الكشف عن مذكرة التفاهم خلال قمة مجموعة العشرين في نيودلهي 2023 من قبل حكومات التالية:
- الهند
- الولايات المتحدة
- المملكة العربية السعودية
- إسرائيل
- الإمارات العربية المتحدة
- فرنسا
- ألمانيا
- إيطاليا
- الاتحاد الأوروبي

## فكرة الممر
يتكون ممر الشرق الأوسط من ممرين منفصلين، الأول يسمى الممر الشرقي والثاني يسمى الممر الغربي على الشكل التالي:

### الممر الشرقي
سيربط الممر الشرقي وتحديداً من ميناء موندرا الهندي على الساحل الغربي بميناء الفجيرة ثم يستخدم خط السكة الحديد عبر السعودية والأردن لنقل البضائع عبر حاويات موحدة إلى ميناء حيفا الإسرائيلي.

### الممر الغربي
سيربط الممر الغربي وتحديداً من ميناء حيفا إلى موانئ مختلفة مثل مرسيليا في فرنسا وموانئ أخرى في إيطاليا واليونان.

## الأهمية
المشروع ضخم جداً حيث سيربط دول مثل فيتنام وتايلاند وميانمار وبنغلاديش بهذا الممر إذا سمح المجلس العسكري في ميانمار بميناء مخصص لهذا المشروع وخرج من ظل الصين الممتد باستمرار. على سبيل المثال يوجد في بنغلاديش 6 نقاط خروج للسكك الحديدية إلى الهند، ويمكن استخدامها جميعًا لإرسال البضائع إلى أوروبا عبر ميناء موندرا. يعد طريق التوابل الجديد لديه القدرة ليس فقط على تجاوز مبادرة الحزام والطريق، ولكن أيضًا تجاوزها في المستقبل باعتبارها العمود الفقري الجديد للتجارة العالمية القائمة على سلاسل التوريد العالمية الجديد.

## ردود الفعل
في سبتمبر 2023، انتقد الرئيس التركي رجب طيب أردوغان المشروع لتجاوز تركيا، وتعهد بطريق بديل، وهو "مشروع طريق تنمية العراق"، الذي من المتصور أن يربط الخليج العربي مع أوروبا من خلال السكك الحديدية والطرق السريعة عبر الموانئ في العراق. الإمارات العربية المتحدة وقطر والعراق، بما في ذلك ميناء الفاو الكبير قيد الإنشاء.

## العلاقات الأمريكية الصينية
يمثل مشروع الممر الاقتصادي بين الهند والشرق الأوسط وأوروبا أحد أفكار وجهود الولايات المتحدة لتحدّي الصين، ووقف تمدّدها في منطقة حيوية للمصالح الأميركية، حيث تحاول إدارة الرئيس الأمريكي جو بايدن منذ عام 2021، طرح مقترحات لمشاريع بنية تحتية كبرى، لمواجهة نفوذ الصين عبر العالم، وفي منطقة الخليج والشرق الأوسط، خصوصًا.
خلال قمة الدول الصناعية السبع الكبرى في كورنويل – بريطانيا في يونيو 2021، طرح بايدن مبادرة استراتيجية تحت اسم "إعادة بناء عالم أفضل" تهدف إلى مساعدة دول العالم النامية، خصوصًا في تطوير بنيتها التحتية ومشاريعها التنموية، بحلول عام 2053 بقيمة 40 مليار دولار، لقطع الطريق على الصين "الساعية إلى السيطرة" على هذه الدول من خلال مبادرة الحزام والطريق. 

## انظر ايضا
- Blue Dot Network
- إعادة بناء عالم أفضل
- Global Gateway
- Indo-Mediterranean
- Partnership for Global Infrastructure and Investment
- مبادرة الحزام والطريق
- طريق التنمية